# 郭浹
郭浹（1466年—？），字從仁，湖廣武昌府興國州人，軍籍，明朝政治人物。

## 生平
弘治二年（1489年）己酉科湖廣鄉試第五十名舉人。弘治六年（1493年）中式癸丑科會試第一百十九名，三甲第九十名進士。授丹徒知縣，十五年四月实授南京貴州道監察御史，丁憂歸，復除南京江西道御史，正德二年（1507年）十一月以勘合不謹，降調江西丰城县，升袁州府同知，五年十月升山东按察司佥事，六年正月考察去職。

## 家族
曾祖郭志輔；祖父郭銓，倉副使；父郭琮，進賢縣丞。母田氏。具庆下。